# Антоновка (Дергачёвский район)
Антоновка — село в Дергачёвскои районе Саратовской области, в составе городского поселения Дергачёвское муниципальное образование.
Село расположено на правом берегу реки Камышевка (чуть ниже устья ручья Семениха) примерно в 11 км севернее районного центра посёлка Дергачи.
Население - 513 (2010)

## История
Владельческий хутор Антоновка упоминаются в Списке населенных мест Российской империи по сведениям 1859 года. Хутор относился к Новоузенскому уезду Самарской губернии. 
Согласно Списку населённых мест Самарской губернии 1910 года Антоновка относилась к Натальинской волости, здесь проживало 213 мужчин и 195 женщин, село населяли бывшие помещичьи крестьяне, преимущественно малороссы, православные, в деревне имелась ветряная мельница.
В 1919 году в составе Новоузенского уезда село включено в состав Саратовской губернии.

## Население
Динамика численности населения по годам:
| Годы      | 1859 | 1889 | 1910 | 2002 |
| --------- | ---- | ---- | ---- | ---- |
| Население | 350  | 329  | 408  | 622  |

| 2002 | 2010 |
| ---- | ---- |
| 622  | ↘513 |